# Torre de Arroyo Vaquero
La torre de Arroyo Vaquero, también llamada Torre del arroyo Vaqueros, Torre del arroyo Baqueros, Torre de Arroz y Torre de Barqueros, es una torre almenara situada en el litoral del municipio de Estepona, en la provincia de Málaga, Andalucía, España.
Se trata de una torre de 13 metros de altura y 8,45 metros de diámetro. Está situada en los jardines de la urbanización Bahía Dorada, cerca de la desembocadura del arroyo Vaquere, del cual toma su nombre. Parece ser de origen nazarí. Fue reconstruida en 1987.
Al igual que otras torres almenaras del litoral mediterráneo andaluz, la torre formaba parte de un sistema de vigilancia de la costa empleado por árabes y cristianos y, como las demás torres, está declarada Bien de Interés Cultural. En la costa de Estepona existen 7 de estas torres. 